# Maumusson (Tarn e Garonna)
Maumusson è un comune francese di 52 abitanti situato nel dipartimento del Tarn e Garonna nella regione dell'Occitania.

## Società

### Evoluzione demografica
Abitanti censiti